# 大魯閣新時代購物中心
大魯閣新時代購物中心是一間位於台灣臺中市東區的大型購物中心，2015年7月開業，其前身為2001年啟用的德安購物中心與新時代購物中心。建築總樓板面積約34,400坪，商場樓地板面積約28,000坪（93,000 m2），營業面積約26,000坪（86,000 m2），主力核心店有威秀影城、家樂福量販、H&M、UNIQLO、宜得利家居、POYA Beauty、健身工廠、大魯閣棒壘球打擊場、保齡球館、Roller186滑輪場、遊戲愛樂園及各式主題餐廳，台鐵臺中車站下車步行2分鐘即可抵達。

## 歷史

### 早前
- 19世紀末，大清國台灣巡撫劉銘傳在今台中市中區、南區一帶興建臺灣省城，由台灣縣知縣黃承乙設計監造、林朝棟派兵負責修築城垣、吳鸞旂擔任建府經理，負責籌款計劃建築。隨後吳鸞旂在此處興建自己家族的宅邸，其間有亭台樓閣、小橋流水，被稱為「吳家花園」。[3]
- 1922年，吳鸞旂去世後，其長子吳東碧從中國大陸返回家鄉臺中，並依父親的遺囑在今太平區冬瓜山興建吳家花園與墓園（今存吳鸞旂墓園）。
- 1935年，吳東碧將吳氏公館賣給有生意往來的基隆顏家顏欽賢，顏欽賢把相關土地捐給臺中市役所作為農業學校用地使用，之後被改作孔廟用地，但孔廟始終未動工。[4]
- 1945年日本投降，中華民國政府接管臺灣後，吳氏公館逐漸被百餘違建戶佔住。
- 1983年經台中市議會審議後將公館標售[何时？]，僅將更樓部份遷建於台中公園內。
- 1985年公館經法院判決強制拆除，夷為空地。[4]

### 德安購物中心時期 （2001年-2009年）

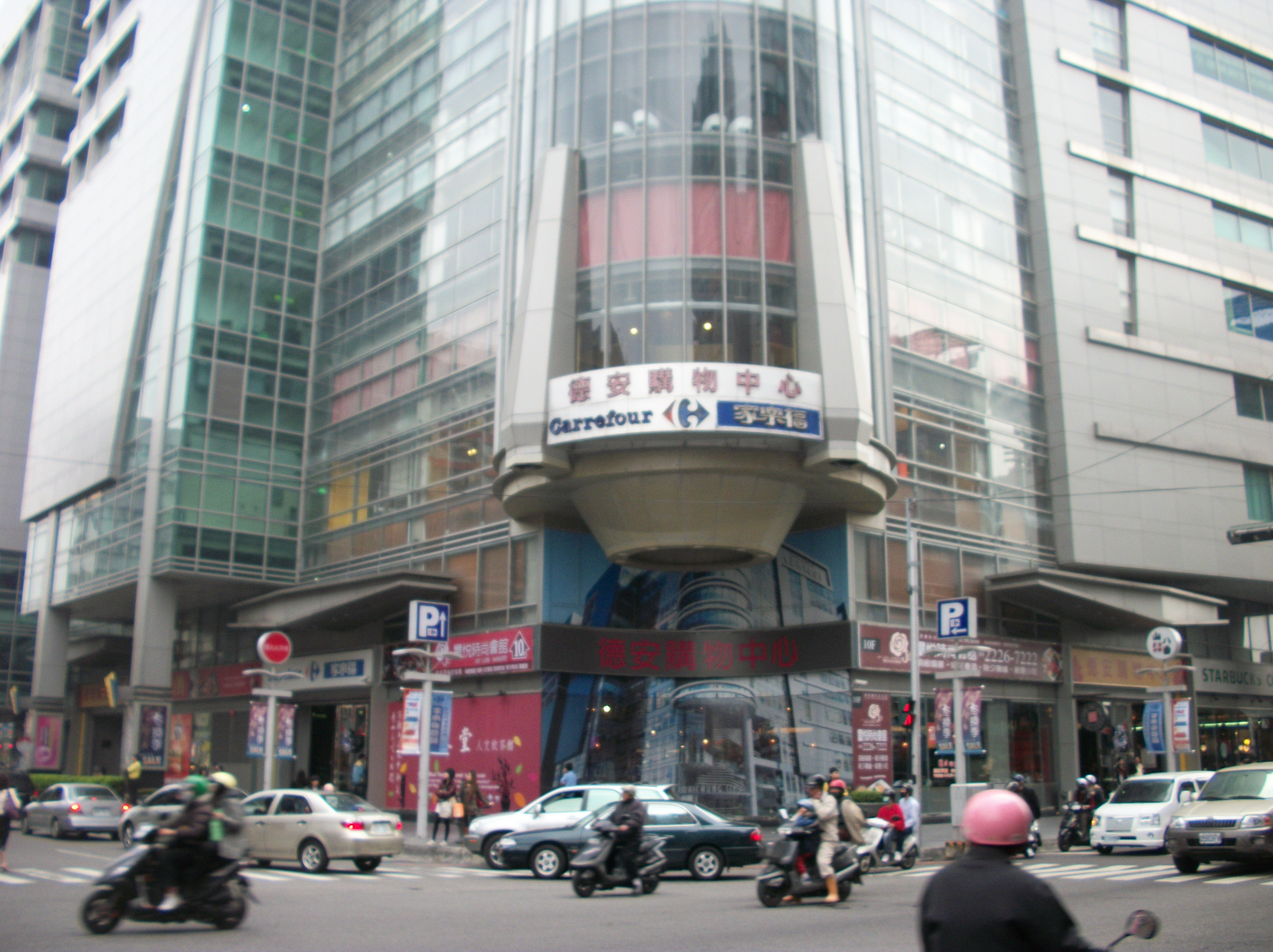
德安購物中心

德安購物中心內貌

- 2001年9月27日，在台灣百貨公司盛行，購物中心尚屬罕見的當時，「台中德安購物中心」（TAICHUNG CENTRAL）開業，德安購物中心為都心型購物中心，主張不提袋主義的娛樂生活商場之文化，口號是快樂的市中心。德安購物中心聯名信用卡與中國信託銀行合作發行，普卡圖樣為亮黃底色及桃紅花卉，此圖樣同樣使用於商場的購物紙袋上。德安購物中心主要股東包括德安開發、先施百貨、中華開發、達欣工程、志信運輸、德利開發和美麗華飯店，投資金額為55億元，首年營業額目標為60億元。[5]
- 2003年5月，位於地下一、二層的愛買吉安量販由於業績表現僅達預定目標約3成，營收距離可賺錢的損益兩平點也僅達5成，故與德安談妥提前撤出。[6]
- 2004年7月，家樂福量販德安店於地下一、二層開業。
- 2007年，德先公司將德安購物中心產權賣給ING集團旗下的安智地產及ING安泰人壽，採售後回租與包底抽成方式由德先公司經營。[7]
- 2008年12月，德先公司與ING安泰人壽合作，計畫投資新台幣8億元於2009年2月重新改裝，全新的「德安購物廣場」預計於2009年6月開業。[8]
- 2009年5月，德先公司與ING安泰人壽的合作計劃，因景氣低迷導致招商不順、以及租金認知差異過大等諸多因素，最終破局，並於月底結束營業[9]；6月，德先公司將經營權交還安智地產與富邦人壽（2008年10月，ING安泰人壽被富邦金控併購），德安購物中心改由仲量聯行接手經營管理。[10]

### 新時代購物中心時期 （2009年-2015年）

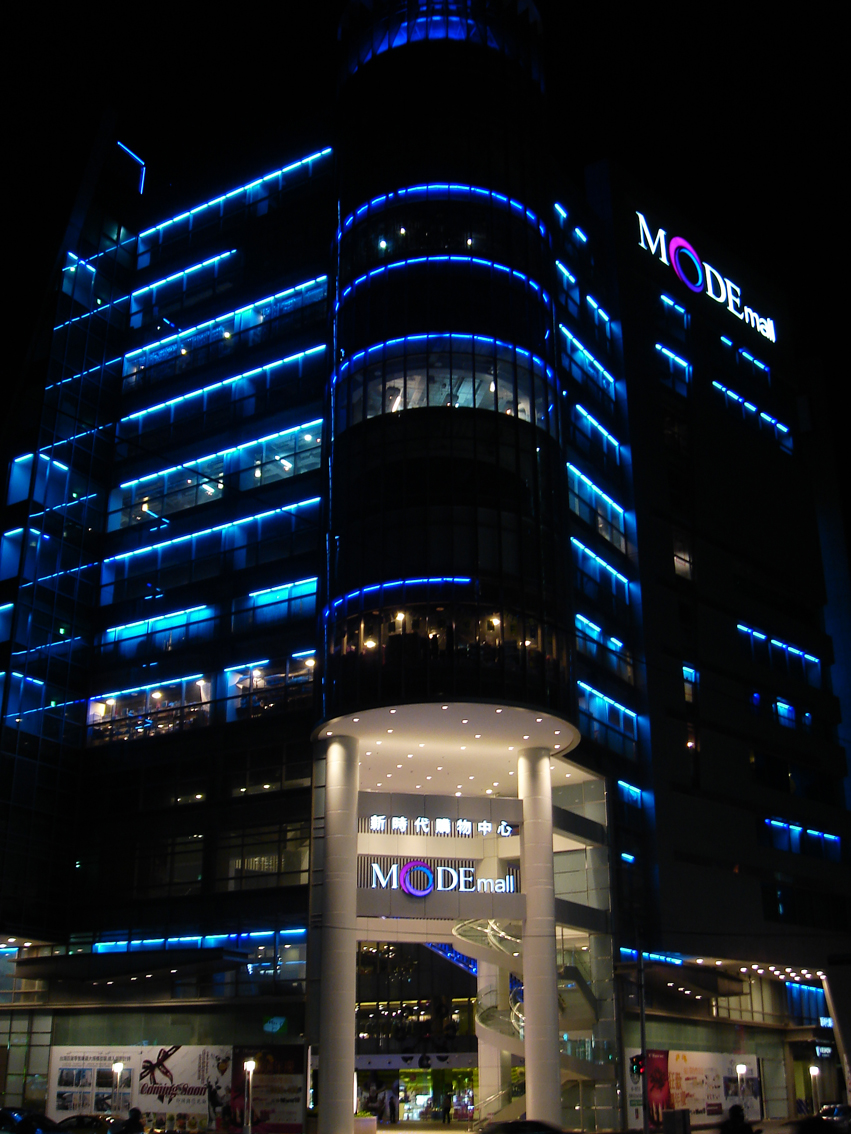
新時代購物中心

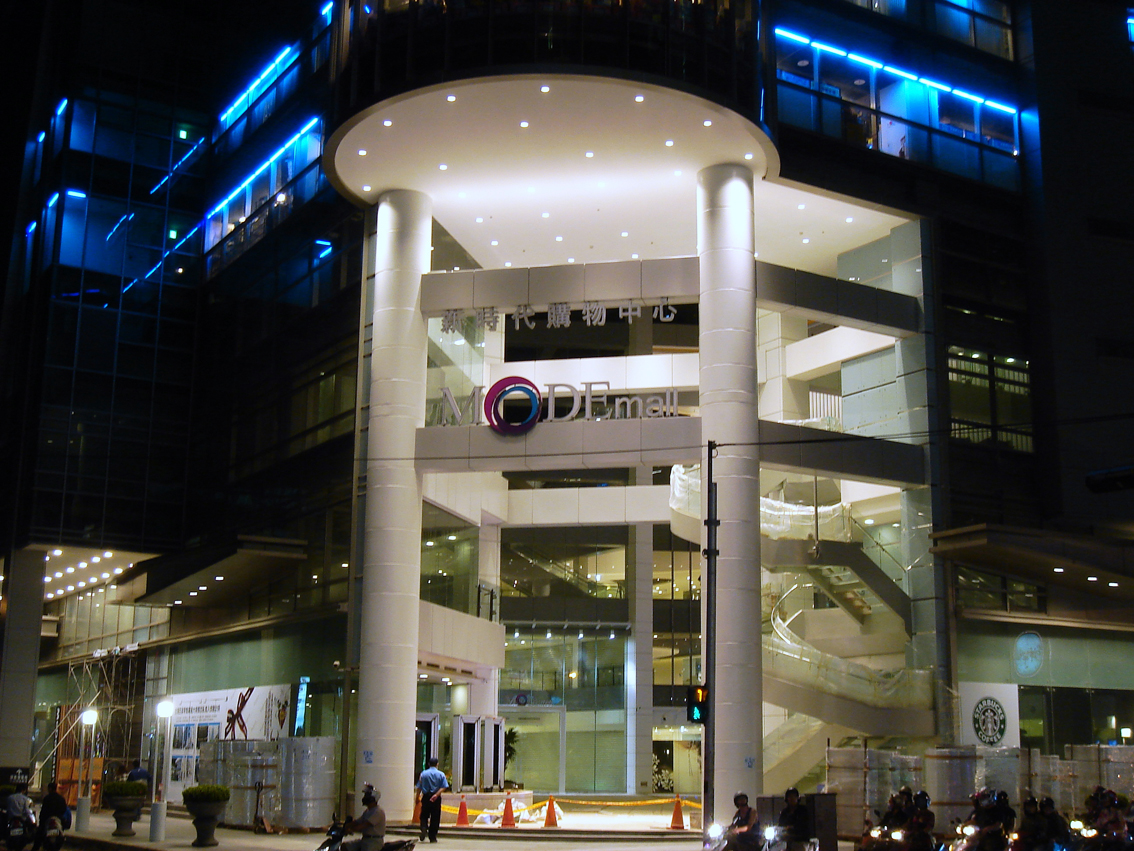
新時代購物中心入口

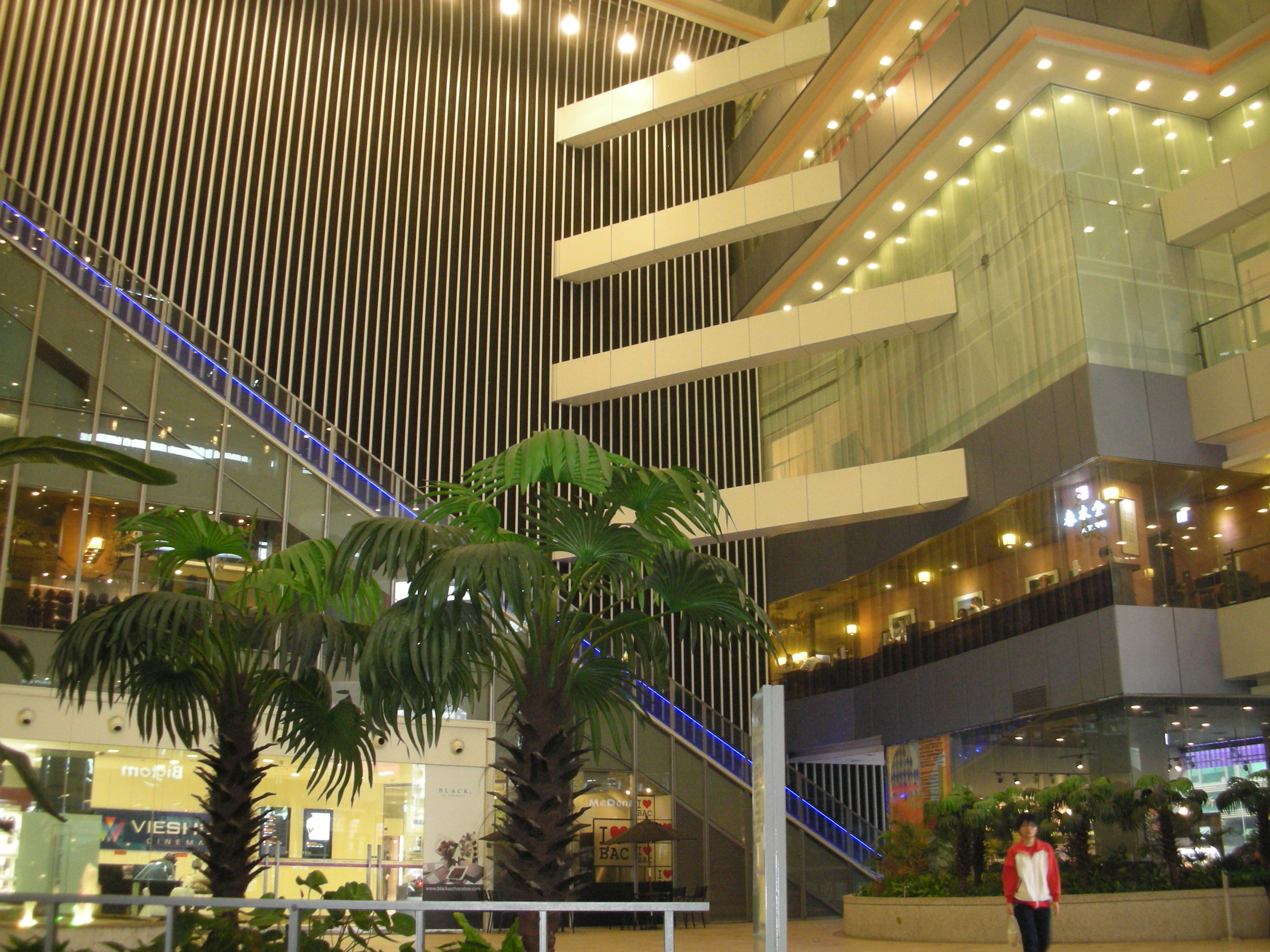
新時代購物中心1樓中庭

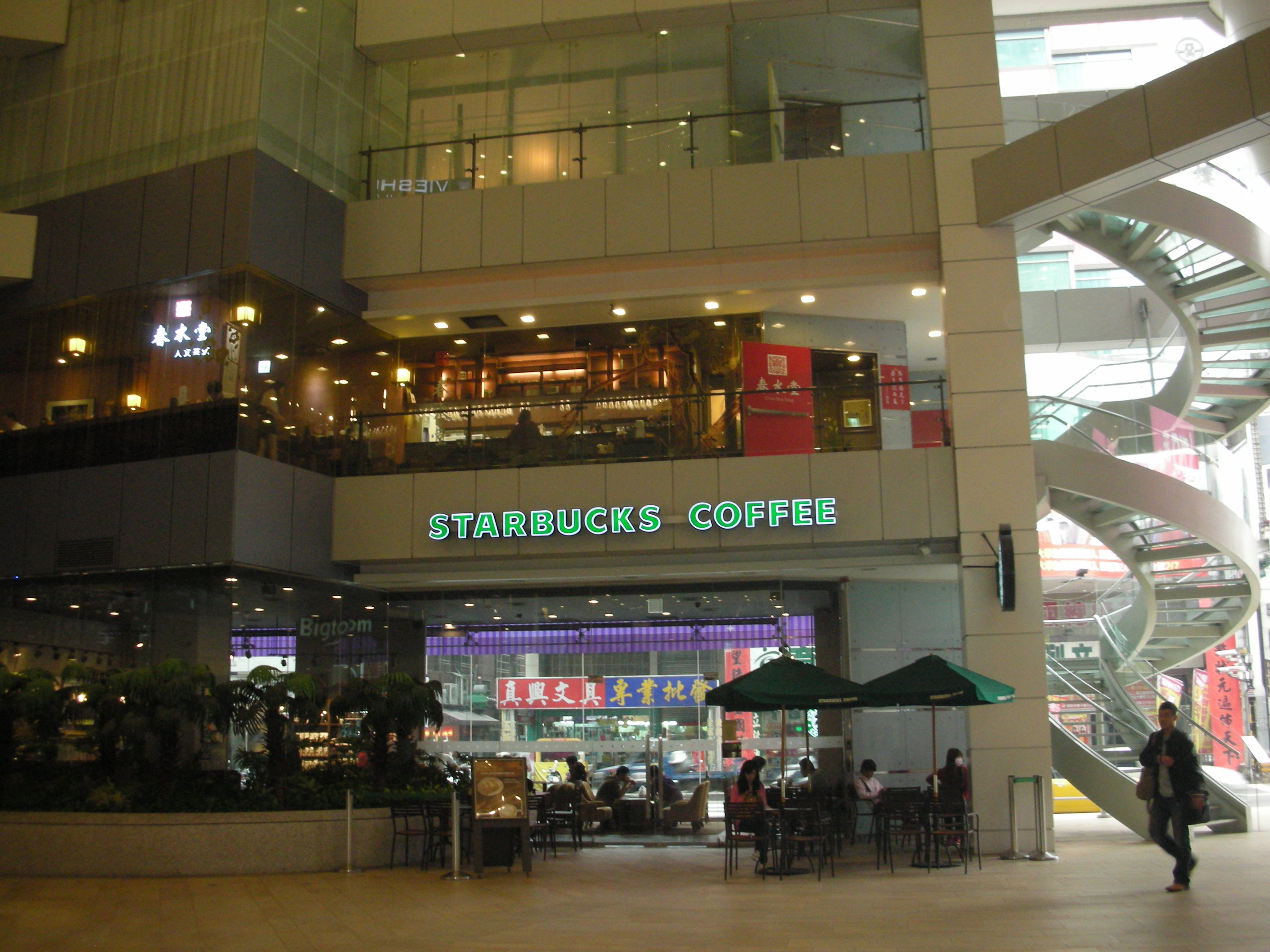
新時代購物中心1樓中庭入口

- 2010年3月，開始進行全館大規模改裝工程計畫，並更名為「MODE Mall新時代購物中心」；隨後當年1F-3F和8F陸續開業。[11]
- 2011年2月，合作金庫新時代聯名信用卡開始招募。
- 2011年4月22日，新時代購物中心全館正式開業。
- 2014年8月，ING安智地產將台中新時代購物中心一半產權賣給富邦人壽，使新時代購物中心產權皆由富邦人壽持有。[12]

### 大魯閣新時代購物中心時期 （2015年-）
- 2015年5月，大魯閣集團子公司大魯閣開發與富邦人壽簽訂長達30年的租約，大魯閣開發股份有限公司於7月1日起接手經營新時代購物中心，並於1.5年內斥資新台幣3億元重新改造購物中心[13]；7月1日，更名為「大魯閣新時代購物中心（TAROKO MALL）」。
- 2016年6月22日，大魯閣於地上二、三樓設置兩座首次建設在百貨商場內的「空中溜滑梯」，滑行時能一邊欣賞商場中庭景觀。[14]12月31日，威秀影城因租約到期結束營業，改由凱擘公司旗下的「凱擘影城」接手。[15][16]
- 2017年10月1日，大魯閣新時代購物中心轉移到大魯閣商場事業股份有限公司。
- 2020年3月1日，大魯閣商場事業股份有限公司合併至大魯閣實業股份有限公司。
- 2022年2月15日，凱擘影城受到COVID-19疫情影響結束營業。[17]8月11日，威秀影城重新回歸[18]。

- 2025年6月19日，大魯閣宣布台中新時代購物中心與新竹湳雅廣場的經營權即將釋出，兩座商場經營權將打包出售，目前已進入盡職調查階段，預計第3季完成談判，最快年底前完成交易交割。[19]

## 商場介紹

### 環境設施
- 外觀：挑高17米的正門入口，再加上圓柱設計
- 中庭：全台灣首座「半戶外廣場」

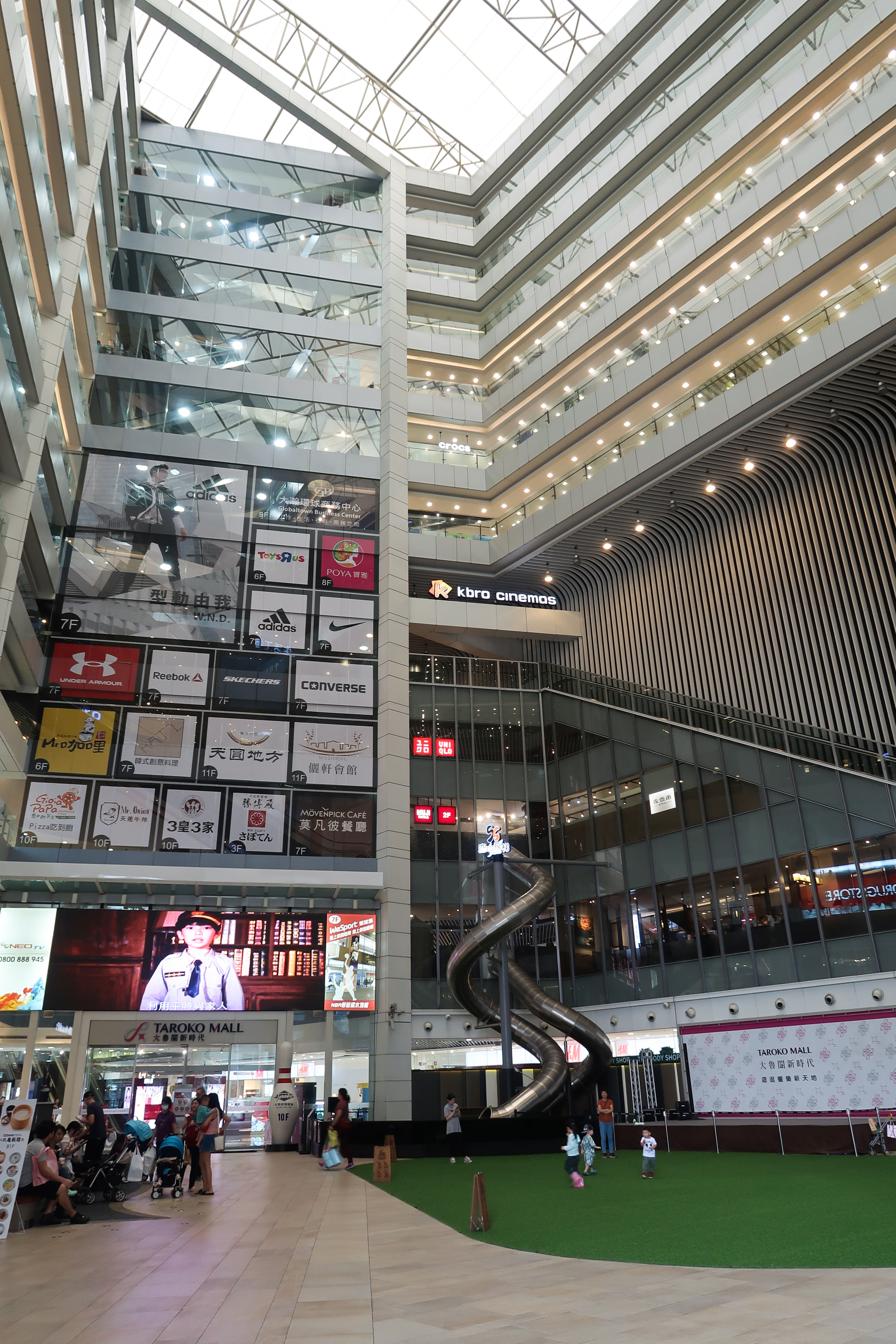
1樓中庭的半戶外廣場

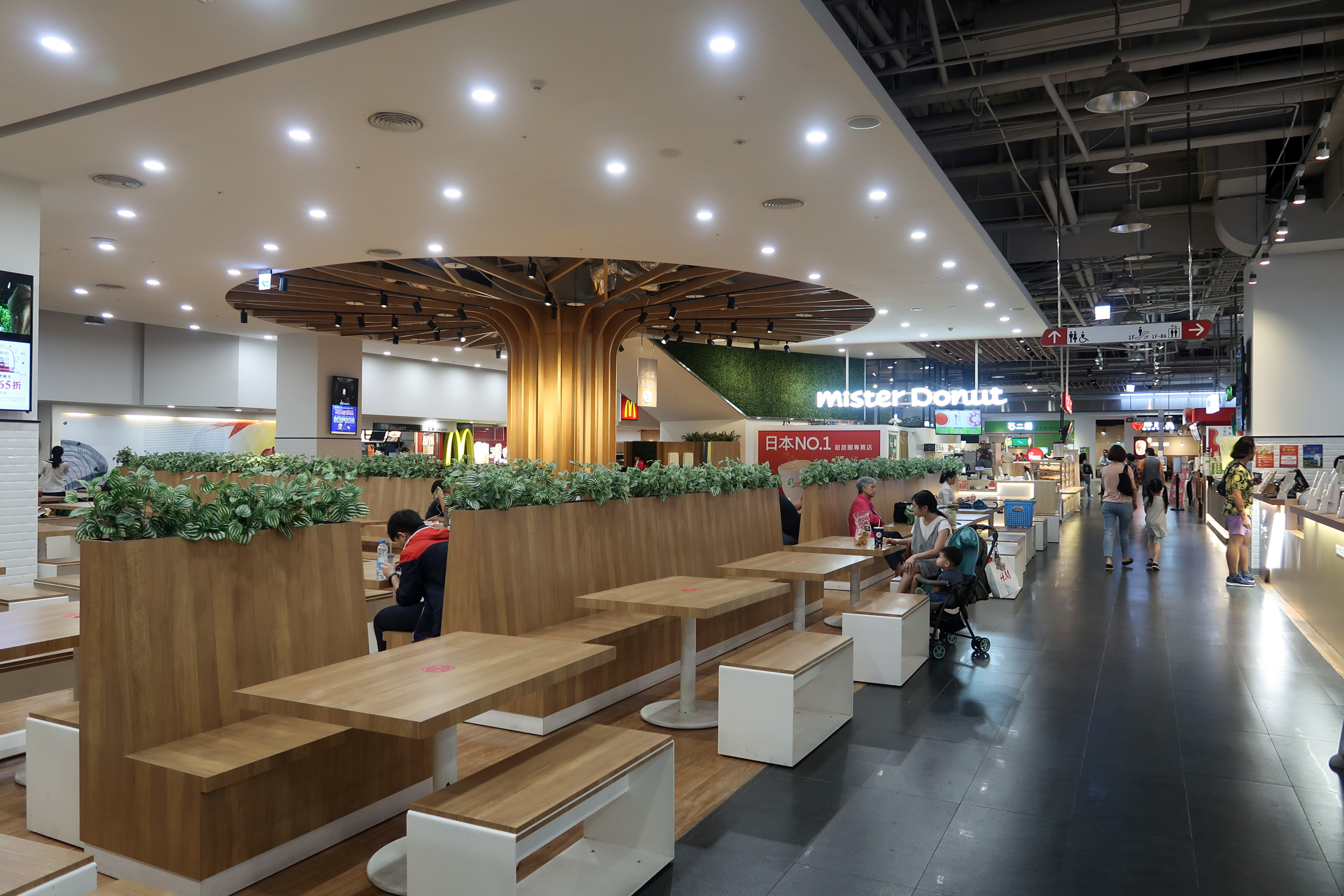
B1層美食廣場

- 手扶梯：增設手扶梯，增設1樓至4樓及4樓直達6樓等兩座專用手扶梯
- 商店街：擺脫黑暗用色工業風格，大膽運用多層次的色彩交替，營造時尚、活潑氛圍，加上燈光表現，明亮大器的空間

### 樓層介紹
| 樓層   | 用途             |
| ------ | ---------------- |
| 11F    | 饗。食尚         |
| 10F    | 趣。酷玩         |
| 9F     | 樂。生活         |
| 8F     | 品。家居         |
| 7F     | 動。潮流         |
| 6F     | 童。樂園         |
| 5F     | 中華職訓教育協會 |
| 4F     | 享。光影         |
| 3F     | 漾。風采         |
| 2F     | 創。摩登         |
| 1F     | 儷。時尚         |
| B1     | 饌。時光         |
| B2     | 微。幸福         |
| B3～B6 | 停車場           |

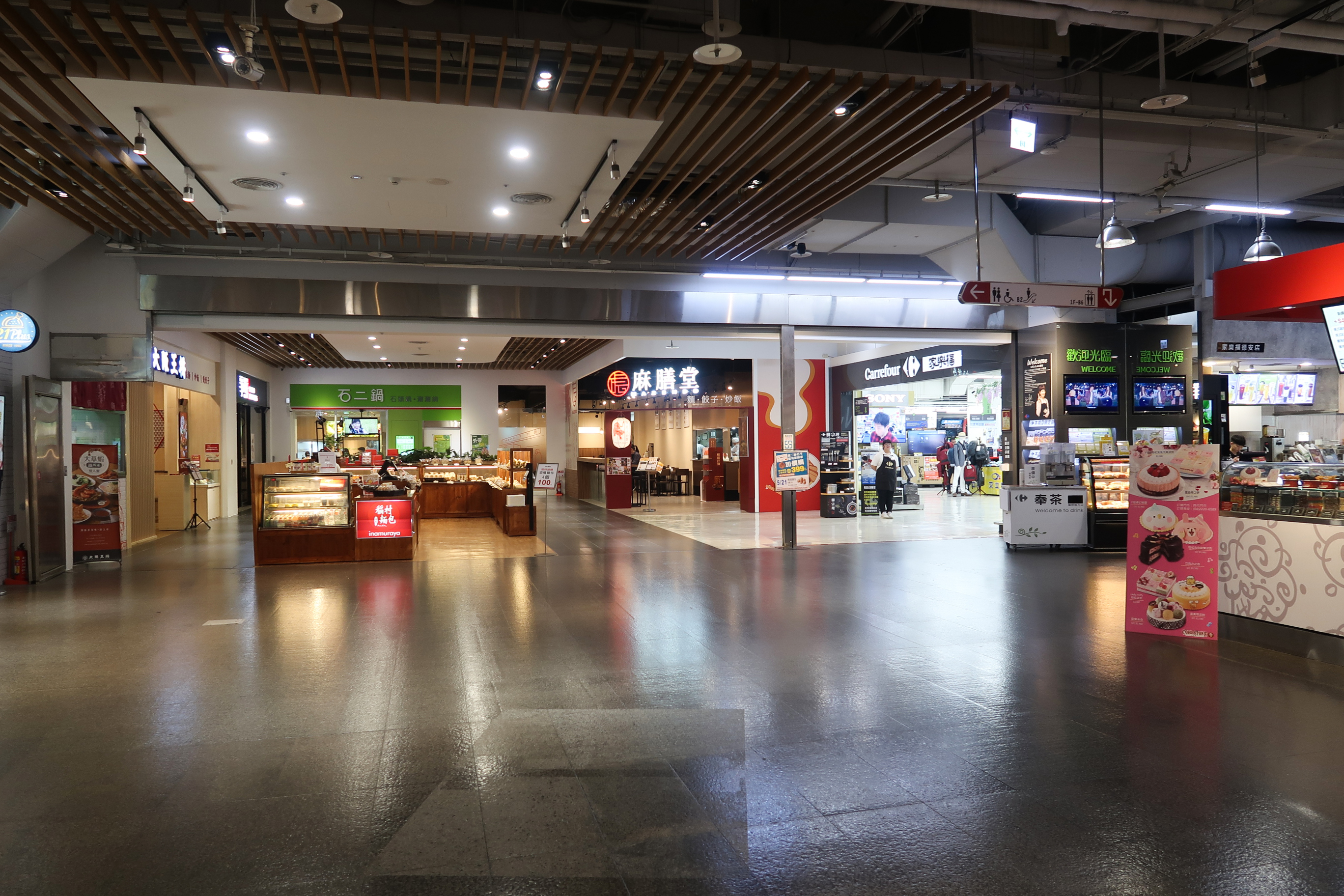
B1層饌。時光
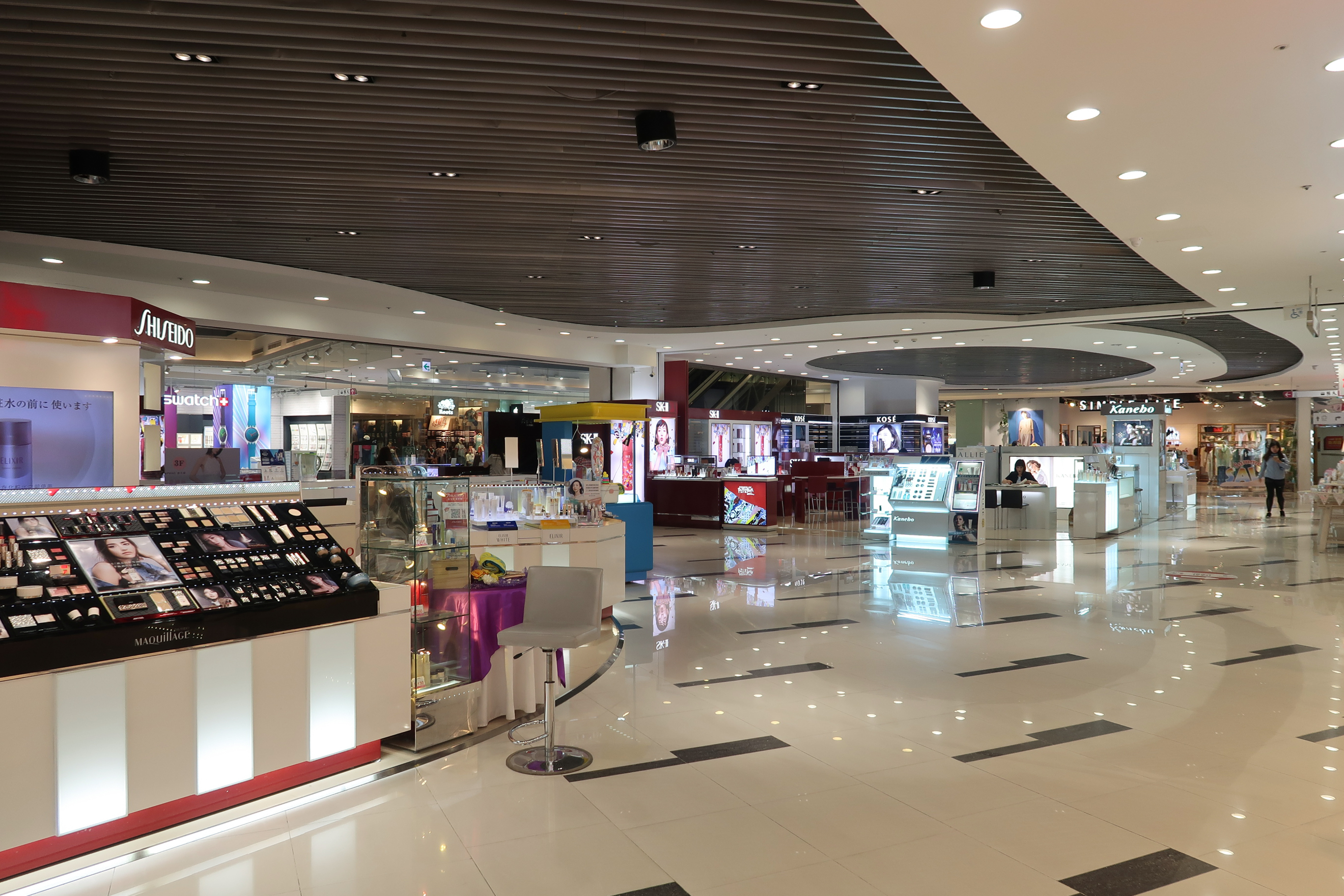
1樓儷。時尚
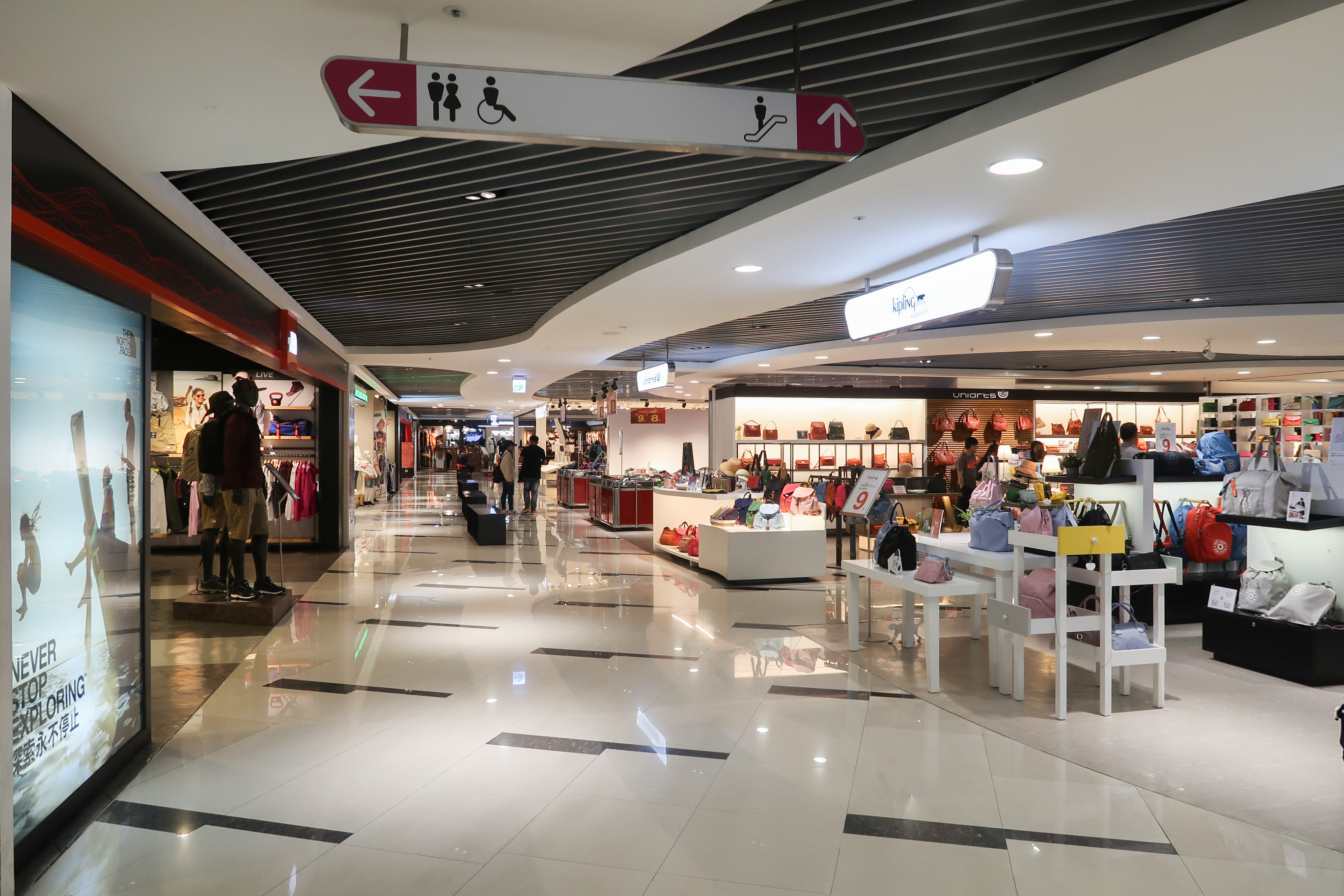
2樓創。摩登
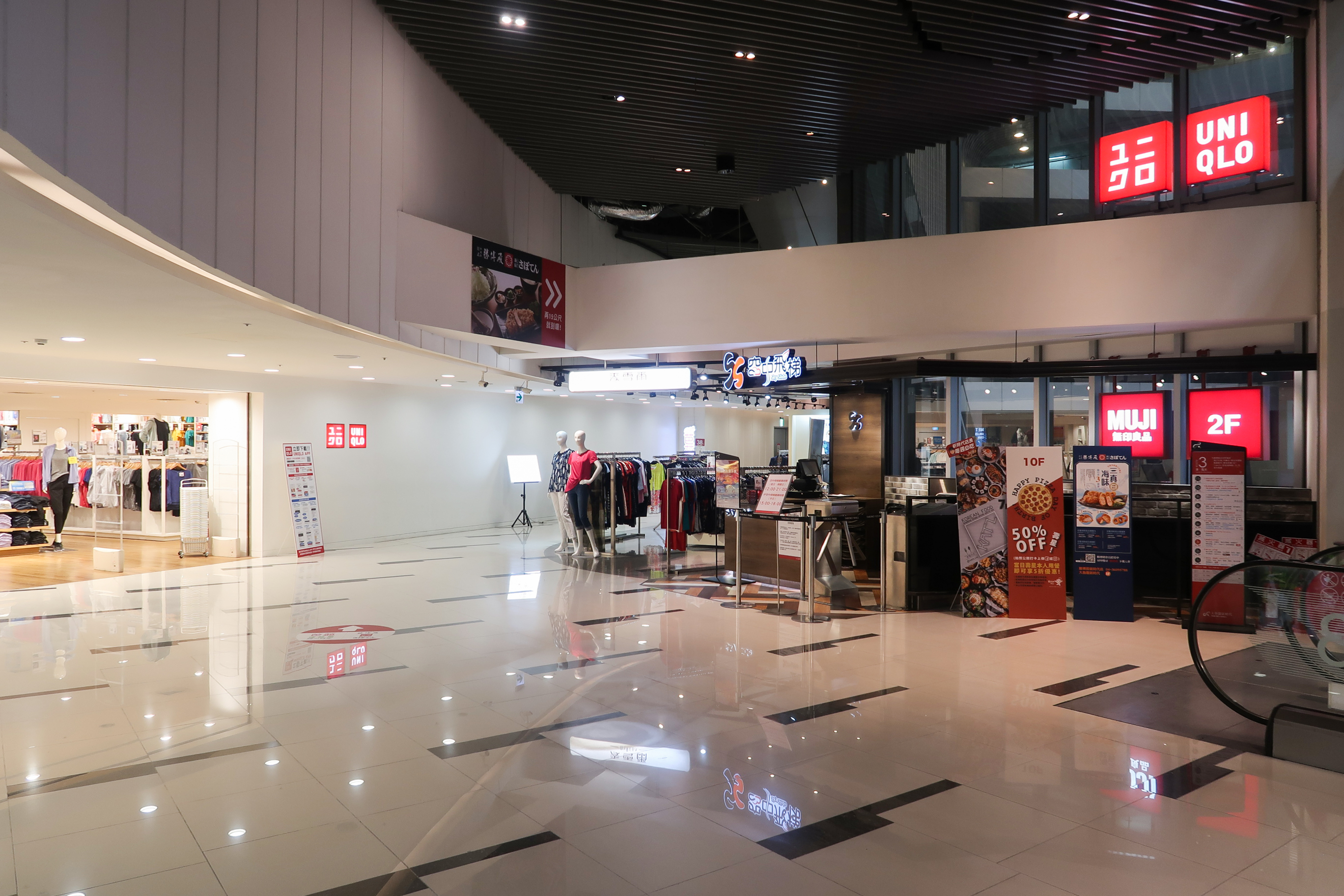
3樓漾。風采
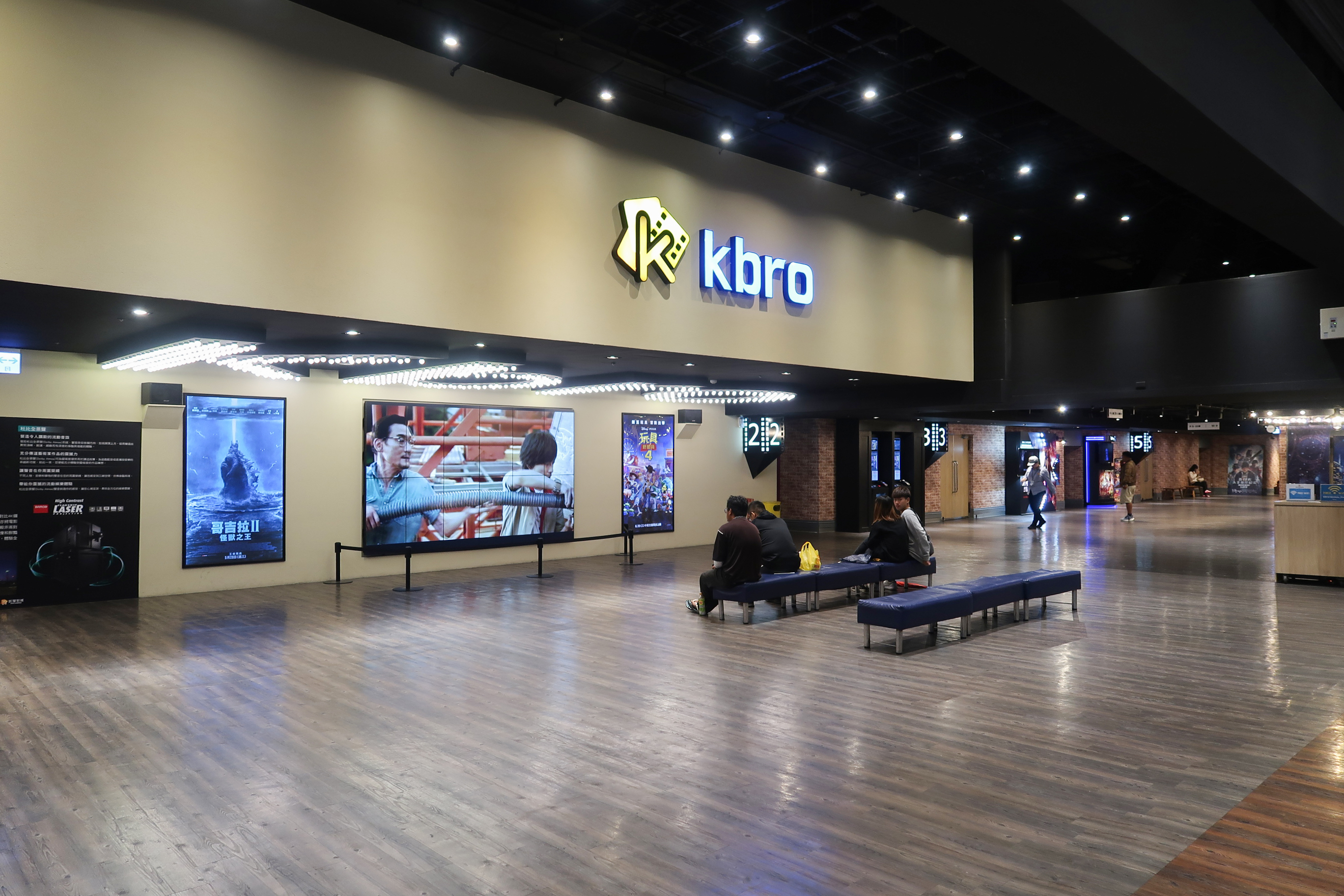
4樓享。光影（凱擘影城時期）
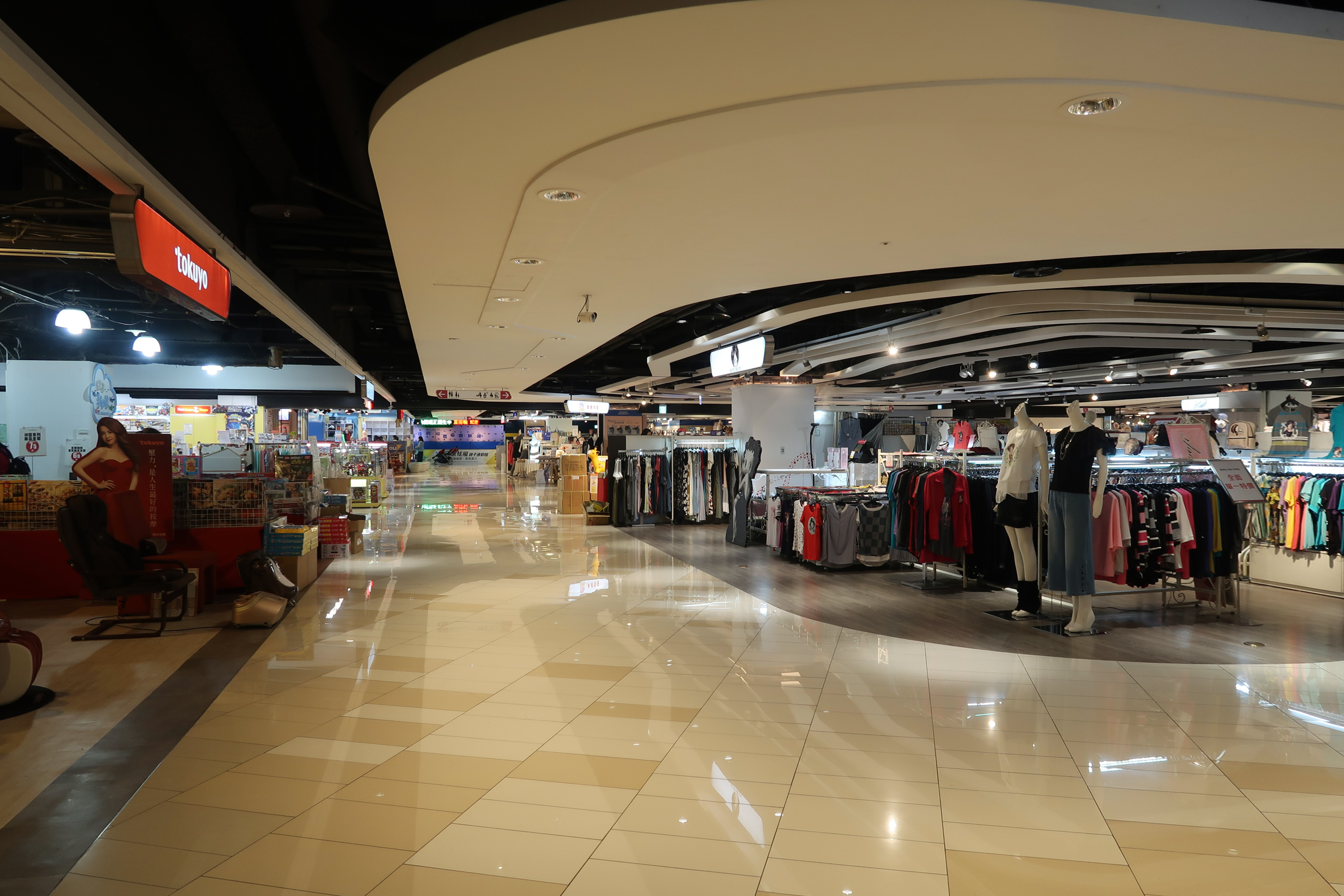
6樓童。樂園
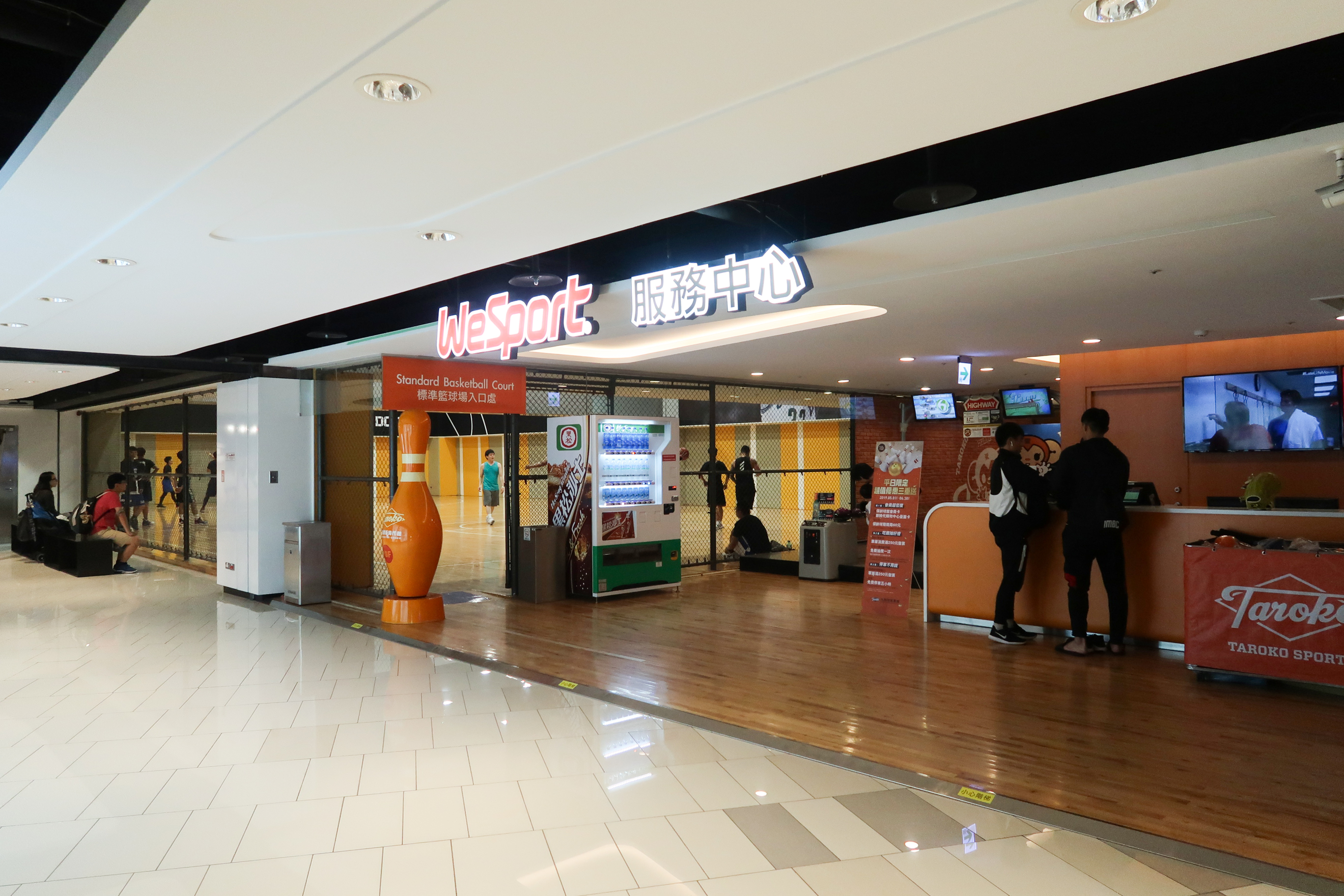
7樓WeSport室內籃球場
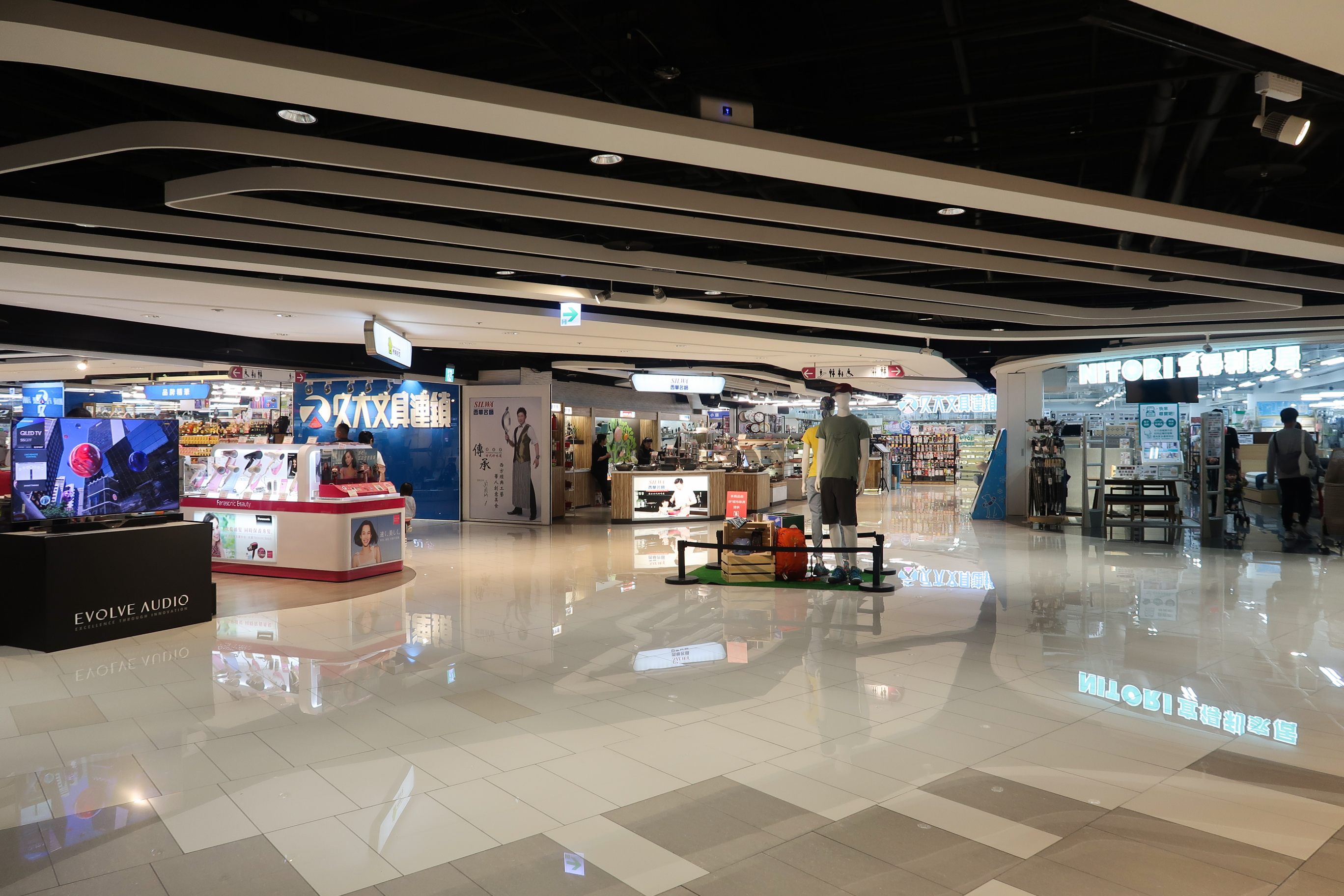
8樓品。家居
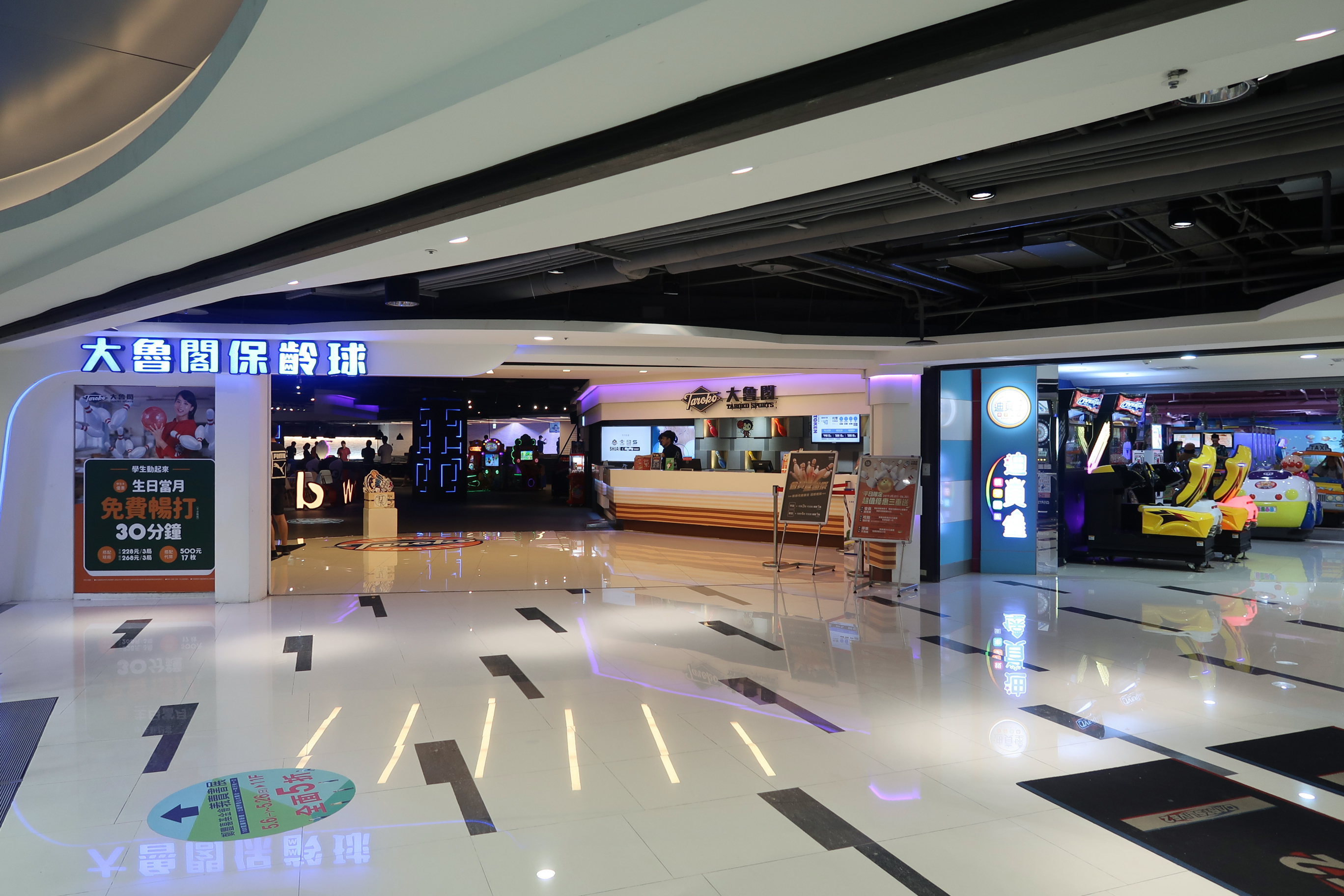
10樓大魯閣保齡球館
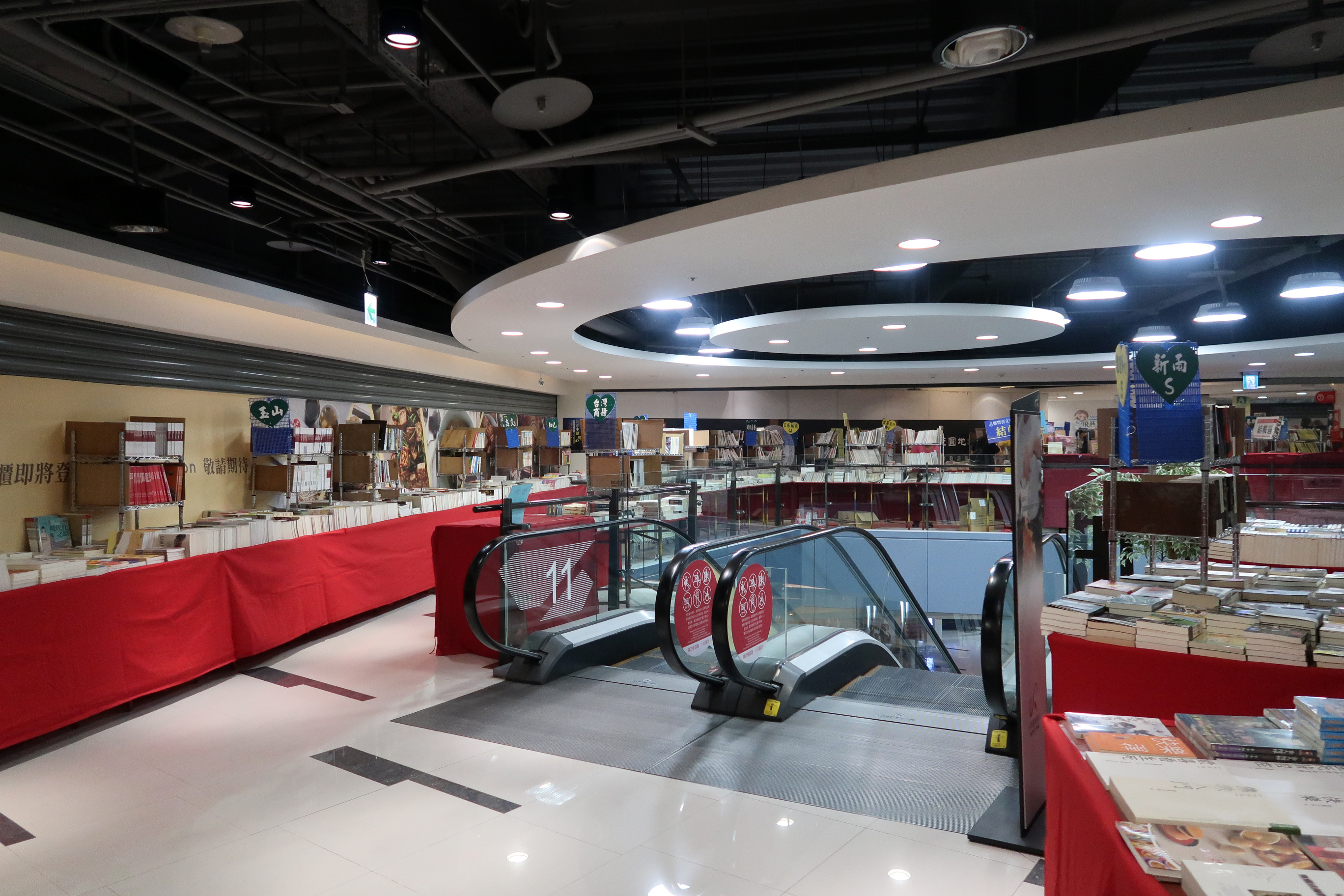
11樓臨時書展

## 公共安全

### 瓦斯外洩
2025年2月，台中新光三越氣爆事故後，台中市政府連日稽查全市商場，大魯閣新時代被檢查出瓦斯管線開關閥和4處爐具開關閥漏氣，被要求停止使用並改善。

## 新聞事件
- 2011年10月8日，一名25歲男子疑似因為債務糾紛而萌生尋短的念頭，從新時代購物中心10樓墜落當場死亡，還壓毀一輛正要進入地下停車場的自小客車，擋風玻璃碎裂飛散，造成坐在汽車駕駛座旁的女子受傷，送醫縫針治療，幸其抱在懷裡的8個月大嬰兒無大礙。[22]
- 2015年12月31日，23歲李姓女子找不到理想工作，疑因無法釋懷想不開，於大魯閣新時代購物中心廁所上吊輕生。[23]

### 德安集團時期
- 德安生活百貨（位於台北市內湖區）
- 德安百貨（位於台南市東區）

### 大魯閣集團時期
- 大魯閣湳雅廣場（位於新竹市北區）
- 大魯閣草衙道（位於高雄市前鎮區）

## 外部連結
- 大魯閣新時代 （页面存档备份，存于）
- 大魯閣新時代購物中心的Facebook專頁
- 大魯閣新時代購物中心的Instagram帳戶
- 台灣公司資料 （页面存档备份，存于）

24°8′11.66″N 120°41′15.14″E / 24.1365722°N 120.6875389°E